# Kakure Iwa
Kakure Iwa är en kulle i Antarktis. Den ligger i Östantarktis. Norge gör anspråk på området. Toppen på Kakure Iwa är 221 meter över havet.
Terrängen runt Kakure Iwa är kuperad. Trakten är obefolkad. Det finns inga samhällen i närheten.